# Sfinx

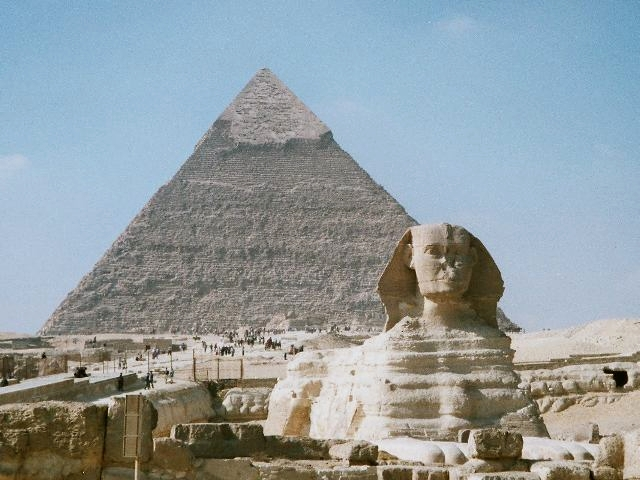
Velká sfinga v Gíze

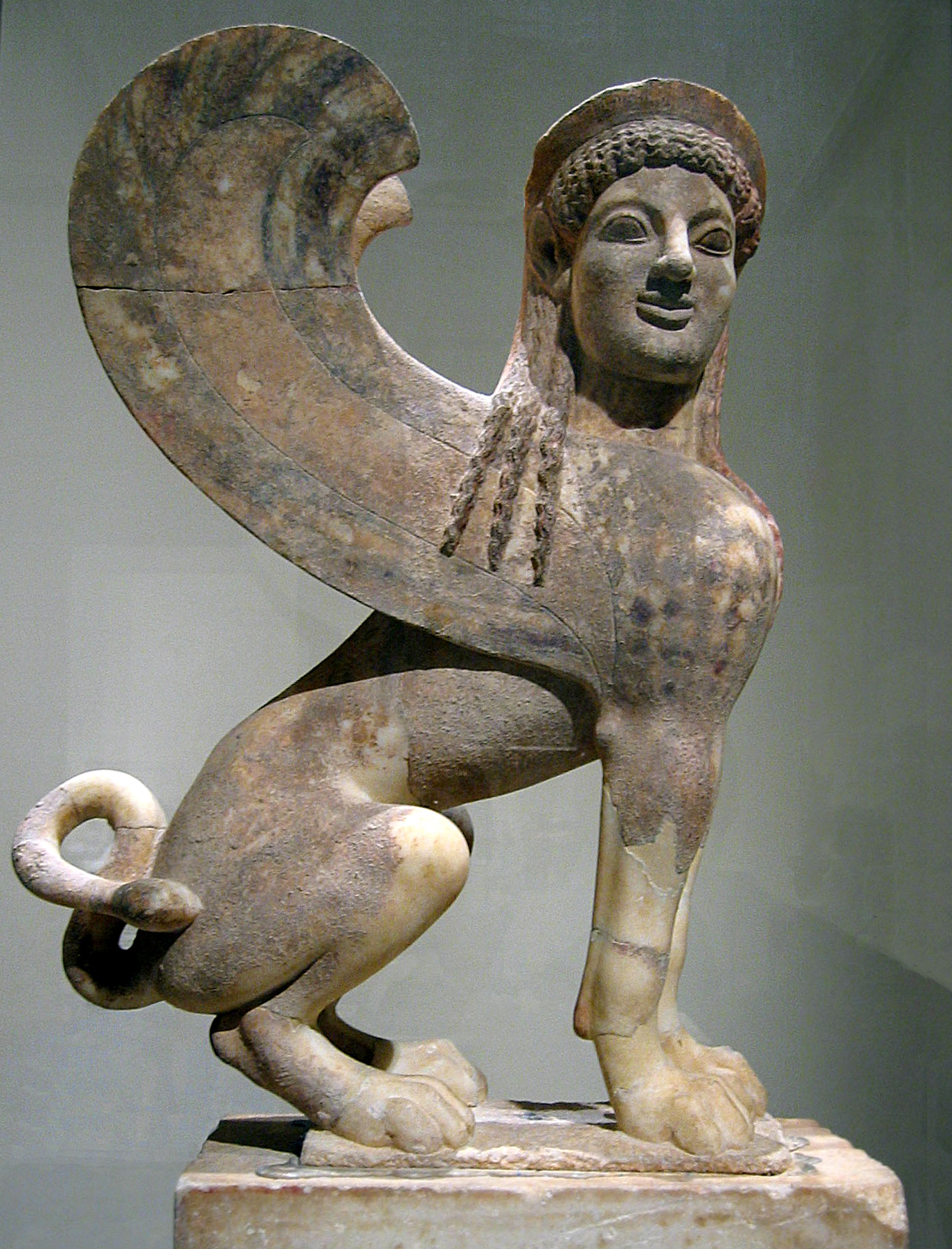
Antická řecká sfinga, náhrobní figura, Attika, 530 př. n. l.; Metropolitní muzeum umění

Sfinx neboli sfinga je mytický tvor, který má tělo lva s hlavou berana, sokola nebo člověka. Nejstarší doklady sfingy jsou známy ze starověkého Egypta, odkud se dostala do řecké mytologie. V moderním pojetí je Sfinga symbolem záhadnosti, v moderním umění se stala symbolem záhadnosti ženy.

## Starověký Egypt

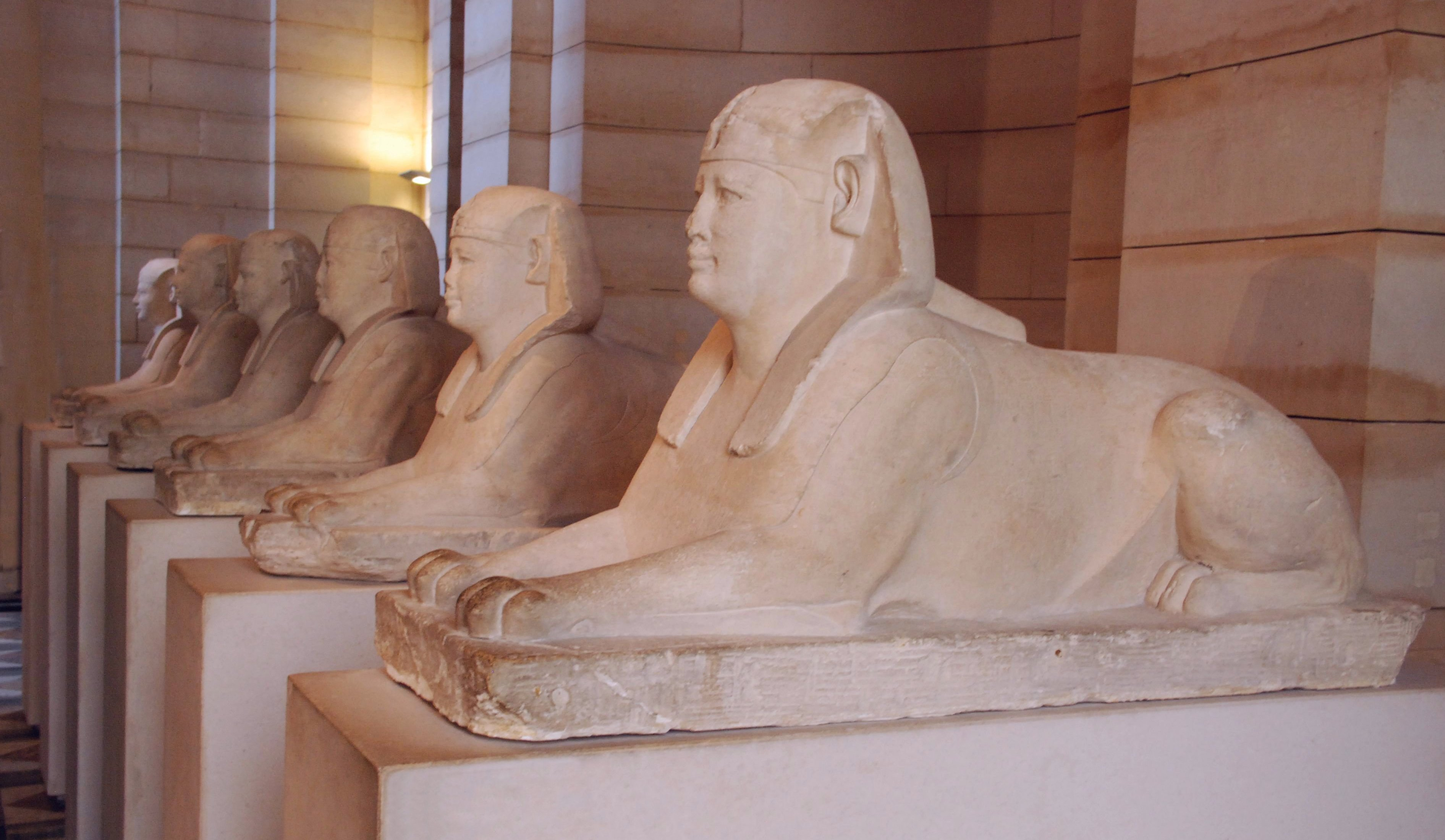
Sfingy původně lemující cestu k serapeu v Sakkáře (ptolemaiovská doba)

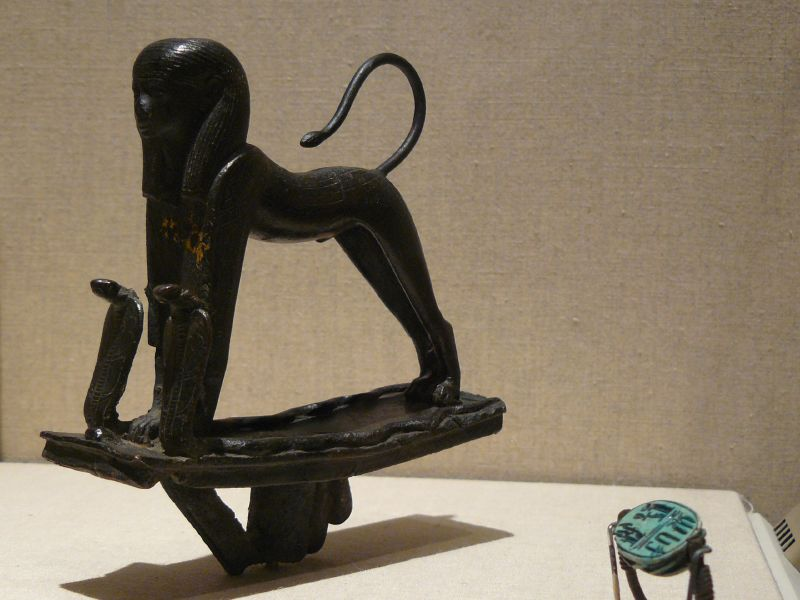
Malá (14cm dlouhá) bronzová sfinga z doby Ramesse II.

Sfinga je souhrnné označení pro typ sochy, které byly vytvářeny v průběhu dějin starověkého Egypta a byly jedním z klasických způsobů zpodobňování faraona a sloužící k oslavě jeho velikosti a moci. Mohly být různých velikostí (ode velikosti těžítka až po několikametrové sochy) a mohly být vytvořeny jako samostatná socha, tak i jako řada shodných soch lemujících cestu vedoucí k paláci nebo chrámu.
Základní podoba sfingy se dá popsat, jako nejčastěji sedící (občasně stojící) lví tělo s lidskou hlavou zpodobňující faraona (včetně faraonské pokrývky hlavy nemes)
Krom faraonických sfing se však také objevovaly i sfingy k poctě božstva, kde pak namísto faraonovy hlavy byla na lvím sedícím těle zobrazena hlava zvířete, které bylo danému božstvu zasvěceno. K Amonově chrámu v Karnaku vede cesta lemovaná sfingami, které mají na lvím těle beraní hlavy.
Velká sfinga v Gíze patří k tomuto typu soch. Je z nich nejznámější a také největší, o jejím stáří se vedou spekulace. Dlouhou dobu byla vůbec největší existující sochou a i dnes patří mezi největší.
Existují i napodobeniny velké sfingy v Gíze. Např. v Las Vegas.
Ve starověkém Egyptě sfinx představovala sochu krále či boha, přičemž lví tělo symbolizovalo sílu. Podle toho, co sfinx představovala, lze egyptské sfingy rozdělit na tři základní typy:
1. Androsphinx, sfinga s lidskou hlavou, zpravidla s portrétními rysy. V Egyptě se vždy jednalo o panovníka a vyskytují se pouze mužské sfinx.
2. Criosphinx, sfinga s beraní hlavou, jde o sochy boha.
3. Hieracosphinx, sfinx s hlavou sokola nebo jestřába.

Ve starověkém Egyptě byla sfinx velmi populární a bylo jich nalezeno značné množství.

## Řecká mytologie
V mytologii starověkého Řecka se dostala okřídlená sfinga z Asýrie, která přešla také do mytologie perské. Bylo to monstrum, nestvůra s hlavou a hrudí obnažené ženy, měla lví tělo, hadí ocas a ptačí, nejčastěji bývá uváděno orlí, křídla. Podle některých badatelů měla jméno Phix.[zdroj⁠?!] Rodiči sfinx byli, podle Hésioda, storuký obr Týfón a jeho manželka Echidna. Její přesnější životopis není znám, bylo popsáno, že ji Héra (podle jiných verzí Áres nebo oba společně) poslali z Etiopie k Thébám, kde se usídlila na hoře Sfingio a dávala všem procházejícím hádanku.
Hádanka má několik verzí, nejčastější je Sofoklova: „Který tvor ráno chodí po čtyřech nohou, v poledne po dvou a večer po třech?“ Správná odpověď pak byla člověk, protože jako batole leze po čtyřech, jako dospělý chodí po dvou nohou a ve stáří k nim používá hůl.
Kdo ji neuhodl, toho rozsápala, podle jiné verze uškrtila. Osud jí určil smrt, jakmile někdo její hádanku uhodne. Naplnil se poté, co hádanku uhodl Oidipus: sfinx se vrhla ze skalního útesu do moře, kde utonula.
Tato nestvůra je pro řeckou mytologii velmi neobvyklá a je prakticky jediná svého druhu v Řecku; usuzuje se, že vznikla pod vlivem podobných představ z Asie.[zdroj⁠?!]
Sourozenci sfinx byli:
- Orthos – dvouhlavý pes
- Kerberos – tříhlavý pes, hlídač říše mrtvých
- Hydra – obluda s hadím tělem a devíti dračími hlavami
- Chiméra – obluda s tělem lva, vprostřed kozy, vzadu draka, dštila oheň třemi tlamami

## Středověk
Středověk se sfinx příliš nezabýval, ačkoli se v několika cestopisných dílech a později i v několika bestiářích sfinx vyskytují, nejde však o příliš rozšířené téma.

## Etymologie
Slovo sfinx pochází z řečtiny[zdroj⁠?!], ale má kořeny v egyptštině, v Egyptě totiž byla sfinx označována jako „šeseps-anch“ (tzn. žijící obraz). Toto slovo se následně dostalo do Řecka, kde díky funkci řecké sfinx bylo přizpůsobeno slovesu sphingo (škrtit) a odtud se rozšířilo do celého světa.[zdroj⁠?!]

## Umění

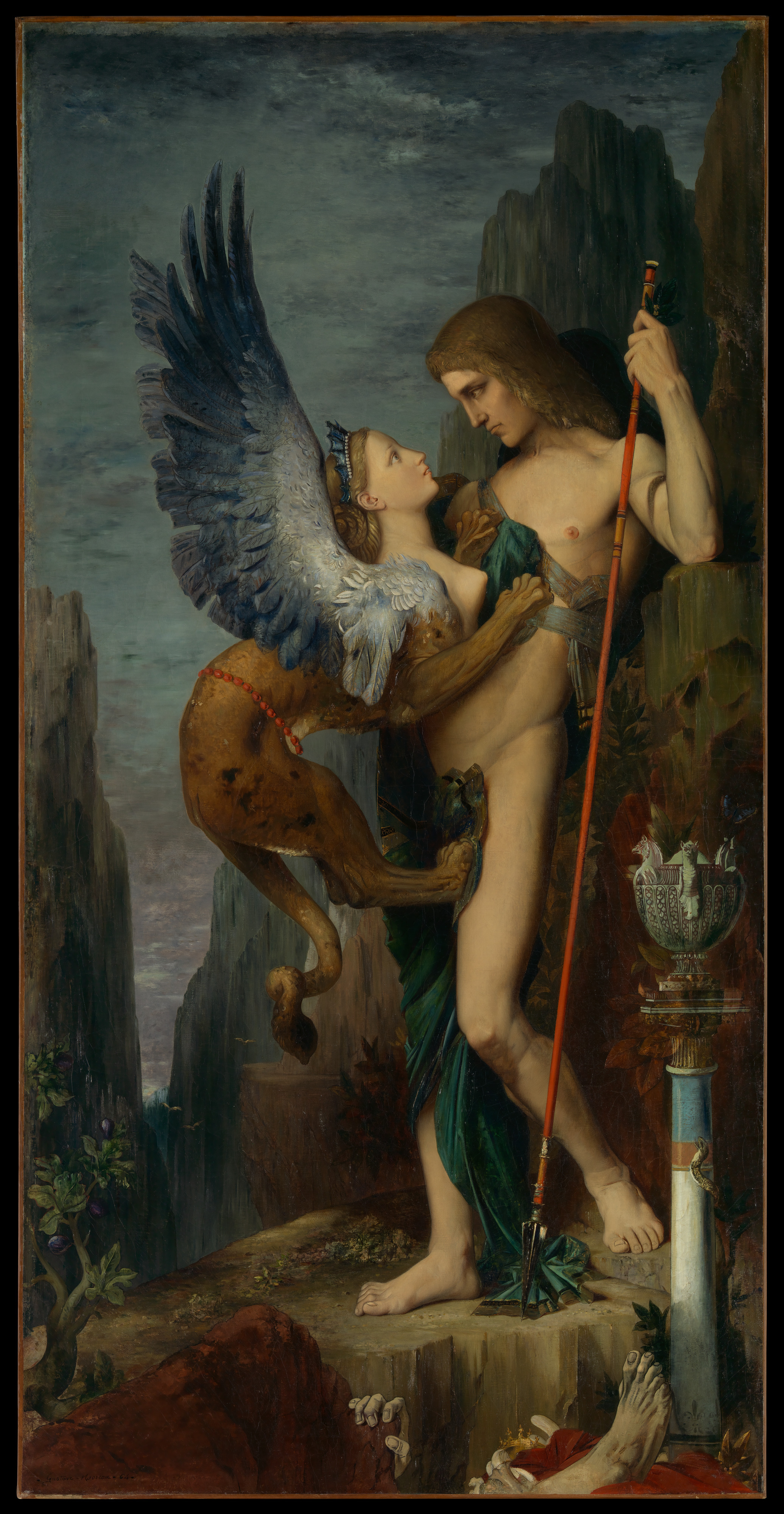
Gustave Moreau – Oidipus a Sfinx

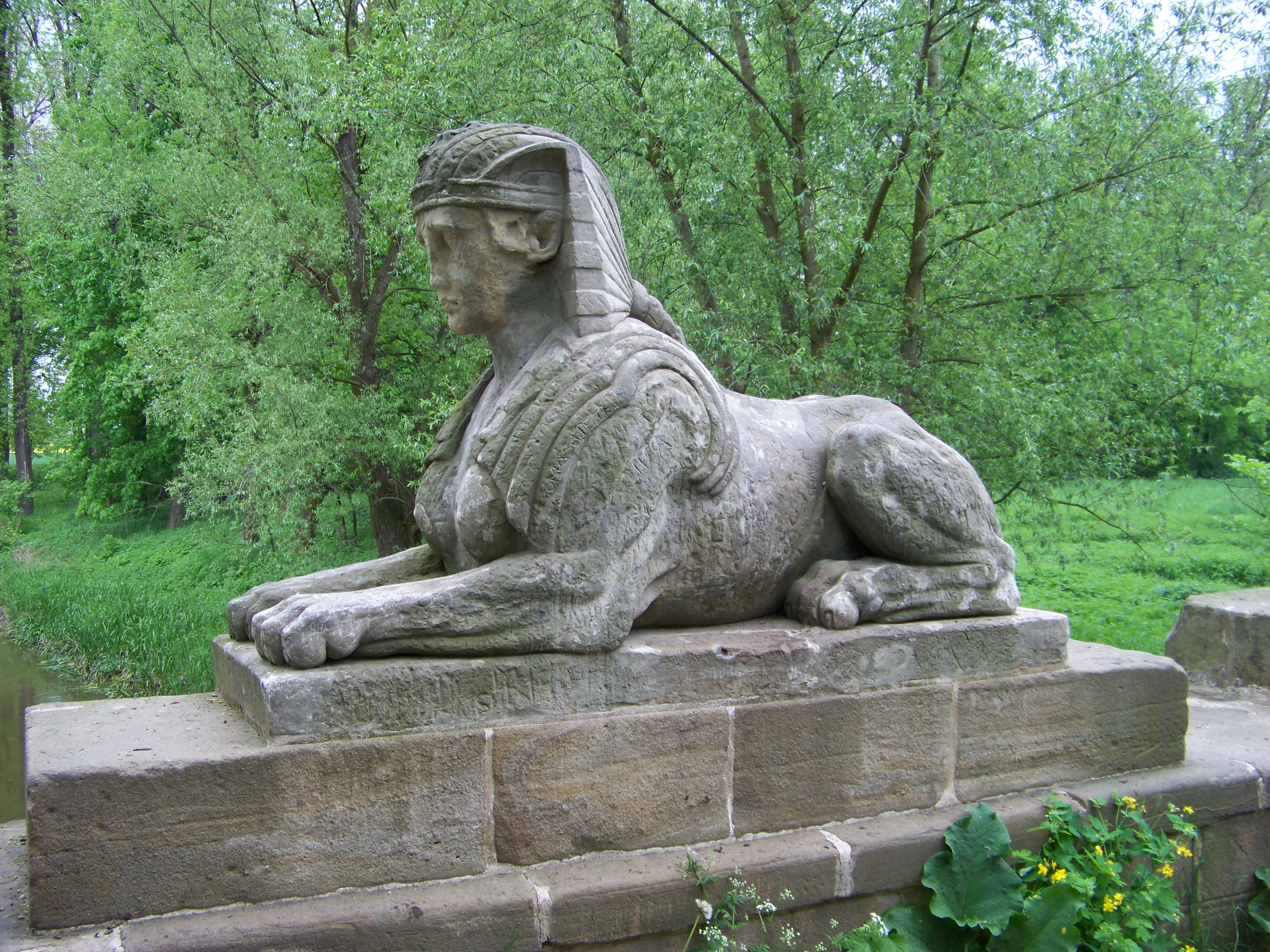
Sfinga v zámeckém parku ve Veltrusech

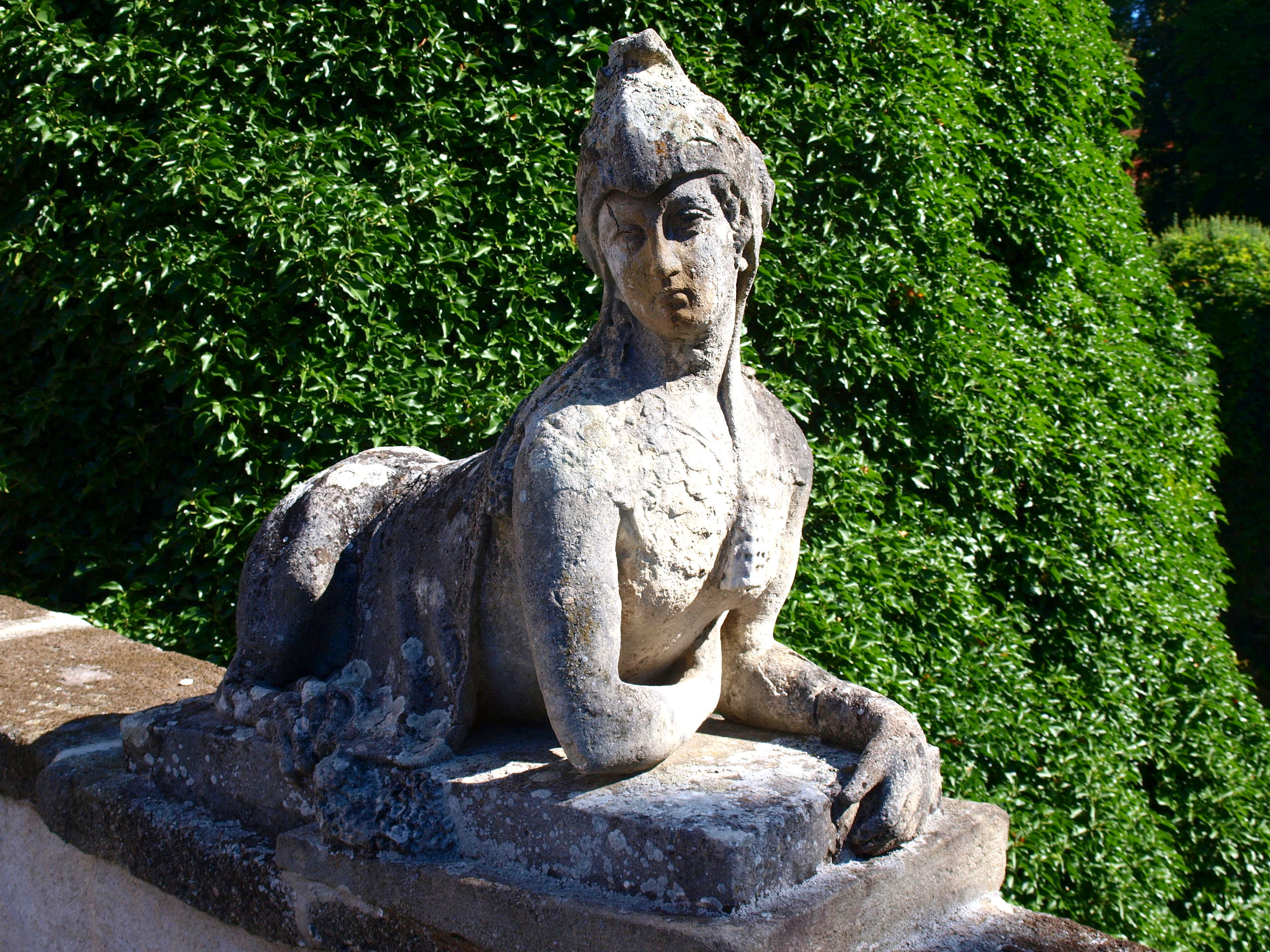
Sfinga v Náměšti nad Oslavou

Nejznámější sfinx je Velká sfinga v Gíze, která je zároveň největší sochou na světě.
Další velmi známou je Růžová sfinx, která je vytesána z růžového mramoru a je zajímavá jednak zvláštním jakoby napjatým výrazem a dále tím, že má na hrudi pečeť, kterou získala od hyského lupiče. Velmi známé jsou také sfingy z vesetských chrámových komplexů Karnak a Luxor, kde k těmto chrámům vedla široká cesta bohů roubená sfingami. Tyto sfingy symbolizují boha Amóna, mají lví tělo a beraní hlavu, mezi předními prackami jim stojí sochy panovníků.
Ve starověkém Řecku byla sfinx vyobrazena na celé řadě vlysů či váz, z čehož lze usuzovat, že Oidipův mýtus byl velmi populární. V římském umění se sfinx téměř nevyskytovala, ačkoli se Římané se sfingami mohli setkávat díky dílům dovezeným z Egypta.
V evropském umění se sfinx poprvé vyskytuje koncem baroka ve Francii, během 16. a 17. století se objevuje na rytinách, později i jako socha. V tomto období bývá okřídlená, tělo bývá lví a hlava a hruď je zobrazení mladé ženy.
V Evropě se stal motiv sfinx populární především v empíru jako dekorace budov, nábytku, často v sochařské výzdobě parků. Tyto sfingy bývají ležící, na atikách, schodištích a v portálech často párové. K nejznámějším českým sochám patří kamenné sfingy v zámeckém parku ve Veltrusích, v zámeckém parku v Náměšti nad Oslavou nebo ve Františkových Lázních. Do malířství symbolismu a surrealismu sfinx pronikla často jako symbol zla či záhadnosti.

### Heraldika
V heraldice se sfinx vyskytuje od konce středověku. Častá je na erbech francouzských, užívala ji například rodina Pelleportů, francouzský generál Jean Toussaint Arrighi de Casanova, je ve znaku města Bessines-sur-Gartempe. Ze středoevropských šlechticů si sfingu zvolili například Weissové z Augsburgu, rakouský rytíř Anton Prokesch von Osten, z Čechů Weilové z Weilenu, v klenotu svého erbu měl sfingu František Ladislav Rieger.

### Moderní literatura a kultura
V evropské literatuře se sfinx znovu objevila v 19. století v romantismu a symbolismu. V současnosti se sfingy objevují především ve fantasy literatuře nebo v počítačových hrách, kde převažuje vliv antiky. Sfinx zde často dává různé hádanky, jejichž uhodnutí ovlivní osud hrdiny. V takovéto literatuře jsou sfingy většinou obrovská zvířata s lvím tělem, lidskou hlavou a s křídly. Sfinx tak nejčastěji mají roli záporných vedlejších hrdinů a jejich přemožení představuje velmi složitý úkol. Sfinx se v této roli objevila například ve hře Final Fantasy, v sérii knih s Harrym Potterem nebo v hexalogii Tajemství nesmrtelného Nikolase Flamela.

## Příbuzná monstra
Za příbuzná monstra lze považovat Mantichoru, Kerasteu a Amfisbenu, někdy bývá chybně považována za podobnou Chiméře.[zdroj⁠?!]